# Affäre Huyn
Die Affäre Huyn (auch Fall Huyn) bezeichnet eine Indiskretionsaffäre um den Legationsrat Hans Graf Huyn, der im Herbst 1965 vertrauliche Informationen aus dem deutschen Außenministerium preisgab und damit maßgeblich die Kabinettsbildung der zweiten Regierung Ludwig Erhards belastete. Der Fall beschäftigte die Öffentlichkeit und das Parlament.

## Hergang
Kern und Ausgangspunkt der Affäre waren Behauptungen Huyns gegenüber dem Bundestagsabgeordneten Karl Theodor Freiherr von und zu Guttenberg (CSU), Außenminister Gerhard Schröder (CDU) hintergehe, wie er einer von Ministerialdirigent Frank am 21. Oktober 1965 im Auswärtigen Amt abgehaltenen Besprechung entnommen habe, den Bundeskanzler und verfolge verdeckt eine das deutsch-französische Verhältnis belastende Außenpolitik. Bei einem von Schröder angeblich ohne Erhards Wissen mit Großbritannien geschlossenen Konsultationspakt handelte es sich aber tatsächlich nur „um monatelange Beratungen über eine Verstärkung der bestehenden deutsch-britischen Konsultationen, ohne dass sie irgendwie institutionalisiert werden sollten“ und von denen auch Erhard gewusst habe.
Huyn erklärte sein Verhalten mit einem Gewissensnotstand. „Er habe nicht die CSU unterrichtet, sondern aus Gewissensgründen ein Mitglied des Auswärtigen Ausschusses, und zwar zum alleinigen Zweck, den deutschen Regierungschef, Bundeskanzler Erhard (…) zu informieren.“ Journalisten vermuteten hingegen, dass Guttenberg und Huyn, die miteinander befreundet seien, die Absetzung Schröders als Außenminister betrieben hätten. So war von „Spitzeldiensten“ Huyns für „Strauß, Adenauer und den Freiherrn“ die Rede.

## Folgen
Huyn entging einem Disziplinarverfahren gegen sich und wurde auf eigenes Ersuchen vom 28. Oktober aus dem auswärtigen Dienst entlassen. Als Grund nannte er Bedenken gegen die nach seiner Überzeugung „den erklärten Richtlinien der Regierungspolitik und vor allem dem deutsch-französischen Vertrag zuwiderlaufende Politik des Auswärtigen Amtes“.
Eine zeitnahe Einstellung als persönlicher Referent von Franz Josef Strauß und bei der Bonner Landesgruppe der CSU rief vielfach Unverständnis hervor. Die Zeit sah einen „Affront gegen den Bundesaußenminister – und auch gegen den Kanzler“. Eine Satire des öffentlich-rechtlichen Fernsehens, die das Geschehen hinterfragte, wurde kurzfristig abgesetzt.
Strauß war „seit der Affäre Huyn für Schröder und den atlantischen Flügel der CDU eine persona non grata“.

## Interpretationen
Franz Josef Strauß beurteilte die Indiskretion Huyns als „ganz in Ordnung“. Man könne doch einem Beamten keinen Vorwurf daraus machen, dass er über einen Abgeordneten (zu Guttenberg) den Bundeskanzler von einem Vorgang informiere, der den Beamten in einen schweren Gewissenskonflikt gebracht habe.
Martin Schaad interpretierte die Affäre 2001 in einer Publikation der Konrad-Adenauer-Stiftung als Kampagne gegen die Wiederernennung von Außenminister Gerhard Schröder. Er vermutet einen „inszenierten Beitrag zum unionsinternen Streit zwischen so genannten Atlantikern und Gaullisten“.
Auch Martin Huber sah den „Fall Huyn“ in seiner Veröffentlichung Der Einfluss der CSU auf die Westpolitik der Bundesrepublik Deutschland von 1954–1969 im Hinblick auf die Beziehungen zu Frankreich und den USA als bedeutend im Hinblick auf diese Auseinandersetzung.

## Einzelbelege
1. ↑  Karl Dietrich Bracher: Geschichte der Bundesrepublik Deutschland, 1980, S. 183
2. ↑  Tim Geiger: Atlantiker gegen Gaullisten. Außenpolitischer Konflikt und innerparteilicher Machtkampf in der CDU/CSU 1958–1969 (= Studien zur Internationalen Geschichte. Band 20). Oldenbourg, München 2008, ISBN 978-3-486-58586-5, S. 352.
3. 1 2 3 4  Robert Strobel: Immer wieder die CSU. In: Die Zeit, 19. November 1965, Nr. 47.
4. ↑  Martin Huber: Der Einfluss der CSU auf die Westpolitik der Bundesrepublik Deutschland von 1954–1969 im Hinblick auf die Beziehungen zu Frankreich und den USA, 2008, S. 125.
5. ↑  Haus der Geschichte der Bundesrepublik Deutschland: Die Bundeskanzler und ihre Ämter, 2006, S. 68
6. ↑  Martin Schaad: Eine „gaullistische“ Inszenierung: Zur Affäre um den Grafen Huyn. In: Historisch-Politische Mitteilungen. Heft 8/2001, S. 95–111.